# Homologoumena
Homologoumena kallas de skrifter i Nya Testamentet, som vid dess tillkomst år 367, var oomstridda. Bibeln formades detta år när Athanasios skickade sitt rundbrev till olika potentater inom den kristna kyrkan. 
I den östra delen av kyrkan, dagens Grekisk-ortodoxa, ansågs följande ha otvivelaktig bakgrund:
- Matteusevangeliet
- Markusevangeliet
- Lukasevangeliet
- Johannesevangeliet
- Apostlagärningarna
- Paulusbreven
- Första Petrusbrevet
- Första Johannesbrevet
- Hebreerbrevet

I den västra delen av kyrkan, dagens Romersk-katolska, ansågs följande ha otvivelaktig bakgrund:
- Matteusevangeliet
- Markusevangeliet
- Lukasevangeliet
- Johannesevangeliet
- Apostlagärningarna
- Paulusbreven
- Första Petrusbrevet
- Första Johannesbrevet
- Uppenbarelseboken

De övriga texterna ansågs vara antilegomena, det vill säga gemensamt ej erkända.
Böcker som är omtvistade då de används av bara vissa kristna grenar kallas deuterokanoniska eller ibland "apokryfer". Att kalla dem "apokryfer" leder dock till missuppfattningar, då det för tankarna till Nya Testamentets apokryfer, böcker som aldrig i någon kyrka räknats som bibliska.